# Ungern i olympiska vinterspelen 1994
Ungern deltog med 16 deltagare vid de olympiska vinterspelen 1994 i Lillehammer. Ingen av landets deltagare erövrade någon medalj.